# Tritella pilimana
Tritella pilimana är en kräftdjursart som beskrevs av Mayer 1890. Tritella pilimana ingår i släktet Tritella och familjen Protellidae. Inga underarter finns listade i Catalogue of Life.